# احمد بن بیات
احمد بن بیات (به عربی: أحمد بن بيات) (زاده ۱ ژوئیه ۱۹۶۲) کارآفرین و مدیر ارشد اجرایی اماراتی است، که در حال حاضر به‌عنوان مدیر عامل اجرایی شرکت دبی هولدینگ و رییس هیئت مدیره شرکت ارتباطات یکپارچه امارات فعالیت می‌نماید.
دبی هولدینگ هم‌اکنون بزرگترین شرکت هلدینگ امارات و شرکت ارتباطات یکپارچه امارات نیز دومین شرکت مخابراتی در امارات متحده عربی بشمار می‌آیند.
بن بیات در فاصله سال‌های ۱۹۸۴ تا ۱۹۹۹ به‌عنوان معاون رییس شرکت مخابرات امارات متحده عربی (اتصالات) فعالیت می‌کرد.